# Wólka Zabłocka (powiat lubartowski)
Wólka Zabłocka – wieś w Polsce położona w województwie lubelskim, w powiecie lubartowskim, w gminie Serniki.
| SIMC    | Nazwa  | Rodzaj    |
| ------- | ------ | --------- |
| 0391124 | Bagno  | część wsi |
| 0391130 | Dębica | część wsi |

W latach 1975–1998 miejscowość należała administracyjnie do województwa lubelskiego.
Wieś stanowi sołectwo gminy Serniki. Według Narodowego Spisu Powszechnego z roku 2011 wieś liczyła 248 mieszkańców.
Wierni Kościoła rzymskokatolickiego należą do parafii św. Marii Magdaleny w Sernikach.

## Historia
Wólka Zabłocka wieś w gminie Serniki, województwie lubelskim. Wieś powstała w końcu XVI w. w parafii Serniki jako Wola Zamłocna (Akta wizytacyjne kościelne Vis. DL 96 339). Musiała mieć jeszcze wolniznę w 1626 roku, gdyż nie odnotowano jej w rejestrze z tego roku. Występuje dopiero w rejestrze podymnego z 1673 roku jako Wolia Zabłoczna (Rejestr Podymnego 199). W 1674 r. ponownie zapisana jako Wolka Zamłoczna, zaś w 1676 r. Wolka Zabłoczna.
W 1721 roku jest to już Wolka Zabłocka, chociaż jeszcze w 1748 r. zwano ją Zabłocznia, a w 1781 r. Zabłotnia. Na mapie Perthées’a widnieje Wolka Zabłocka, a od 1827 r. już ciągle Wólka Zabłocka (Tabella t.II s.303)